# Stig-Arne Gunnestad
Stig-Arne Gunnestad (n. 12 februarie 1962, Oslo, Norvegia) este un jucător de curl ce a reprezentat Norvegia, medaliat olimpic. A participat la 2 ediții ale Jocurilor Olimpice (1992, 1998) în care a câștigat o medalie de bronz.